# Joan Gideon Loten
Joan Gideon Loten (Groenekan, 16 mei 1710 - Utrecht, 25 februari 1789) was gouverneur van Ceylon (1752-1756) en raad van Indië bij de Vereenigde Oostindische Compagnie (VOC). Tevens was Loten door zijn academische bijdragen als natuuronderzoeker een Fellow of the Royal Society (verkozen in 1760) en stond in zijn tijd als gouverneur van Ceylon als de "natuuronderzoeker-gouverneur" bekend. 
Loten wordt vaak in verband gebracht met aquarellen van vogels en vlinders op Celebes (huidig Sulawesi), Ceylon (huidig Sri Lanka) en Java, deze werden door beambten van de VOC gemaakt.

## Biografie
Loten was de oudste zoon van Joan Carel Loten (1669 - 1769) en Arnoldina Maria van Aerssen van Juchen (1685 - 1775). De familie kwam oorspronkelijk uit de Zuidelijke Nederlanden. Verschillende familieleden bekleedden prominente posities in de VOC en de West-Indische Compagnie. Vanaf 1720 woonde hij met zijn ouders in Utrecht op het tegenwoordige Domplein. In 1726 studeerde hij aan de Utrechtse Universiteit, waar Petrus van Musschenbroek een van zijn leermeesters was. Begin 1728 verliet hij ongediplomeerd de universiteit en werd klerk bij de VOC-Kamer Amsterdam. In 1731 regelden familieleden voor hun jonge ‘neef’ een plaats bij de VOC als onderkoopman in Indië.

### Semarang
Begin januari 1732 vertrok Loten naar Batavia (Djakarta) op het schip Beekvliet. Op 6 augustus 1732 kwam hij daar aan. Hij maakte er meerdere tochten in de omgeving vanwege zijn belangstelling voor de natuur, en met behulp van introducties uit Nederland ontmoette hij diverse mensen uit de hogere kringen, waaronder Gustaaf Willem van Imhoff, op zijn 26ste al buitengewoon lid van de Raad van Indië. Een jaar later trouwde Loten met de 17-jarige Anna Henrietta van Beaumont, een dochter van Cornelis van Beaumont, die independent-fiscaal aan de Kaap de Goede Hoop was geweest, en Deliana Blesius. In september vertrokken ze naar Semarang, aan de noordoostkust van Java, waar Loten als fiscaal was benoemd. Het was zijn taak gevallen van fraude te onderzoeken en als officier van justitie op te treden. In november 1734 werd een dochter geboren, die echter maar 6 maanden oud werd. In oktober 1736 volgde een tweede dochter, Arnoldina (Anna) Deliana.
Op 28 juli 1739 werd hij eerste administrateur in Semarang, en daarmee vice-commandeur. Op 3 februari 1741 werd hij eerste administrateur van de eilanden Onrust en Kuiper voor de kust van Batavia, waar zich pakhuizen en scheepswerven bevonden. De eerste administrateur resideerde in Batavia, zodat Loten daar in april van dat jaar weer terugkeerde. Hij miste zodoende zowel in Batavia als in Semarang de opstand van de Chinezen begin jaren 1740. Vermoedelijk leed hij als gevolg van die opstand wel financiële schade aan privé-investeringen die hij in Semarang had gedaan.

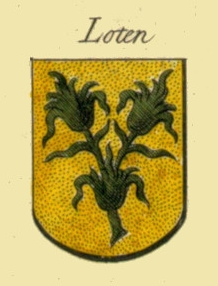
Familiewapen van Loten omstreeks 1700

### Makassar

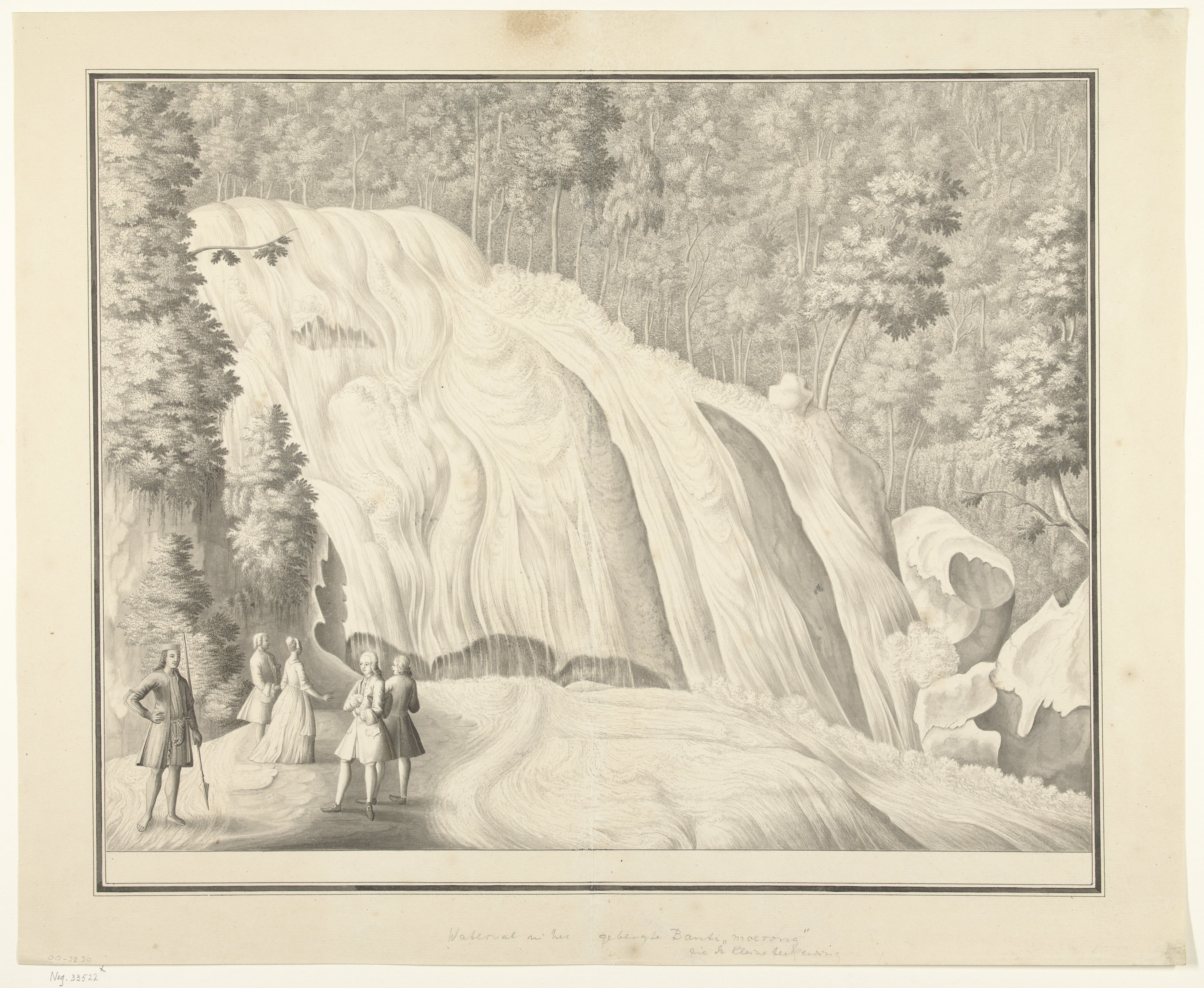
Loten en zijn vrouw bij een waterval in het Bantimurung gebergte in Sulawesi in 1745.

Op 20 augustus 1743 werd hij benoemd tot opperkoopman en geheimschrijver (privé-secretaris) van Van Imhoff. Deze was tijdens zijn verblijf in Nederland tot gouverneur-generaal benoemd en in mei teruggekeerd in Batavia. Hij benoemde Loten op 24 december tot gouverneur van Makassar op Celebes, waar hij in maart 1744 naar toe ging en 6 jaar bleef. Hij werkte er vanuit Fort Rotterdam. Zijn taak bestond hier vooral uit arbitrage tussen de koninkrijkjes in de regio in het belang van vrede en handel, waarbij het vorstenhuis van Bony de belangrijkste bondgenoot was. Met hulp van Bony had Cornelis Speelman in de 17de eeuw Makassar veroverd en een handelsmonopolie voor de VOC verworven. Lotens voorganger Adriaan Hendrik Smout had op Celebes veel strijd moeten leveren maar in Lotens tijd was alles rustig. Ook hier maakte hij veel excursies in de natuur.
Intussen maakten zijn ouders en broer Arnout, gemeenteraadslid en later burgemeester van Utrecht, zich bij hun kennissen in het VOC bestuur sterk voor zijn promotie tot buitengewoon lid van de Raad van Indië. Op 2 september 1749 was het zover. Hij schreef een memorie van overdracht voor zijn opvolger, de gouverneur van Ambon Cornelis Roosenboom, en kwam 1 november 1750 weer terug in Batavia, de dag waarop gouverneur-generaal Van Imhoff stierf en werd opgevolgd door Jacob Mossel. Twee dagen later nam hij voor het eerst deel aan een raadsvergadering, waarop de gouverneur van Ceylon, Van Gollenesse, tot directeur-generaal werd gekozen. Loten werd ook president van de door Van Imhoff opgerichte Marine Academie, en op 15 januari 1751 ook nog kolonel van de burgermilitie. Hij nam die functie over van collega raadslid Daniël Overbeek, ex-gouverneur van Ceylon, die ontslag had verzocht en een maand later zou overlijden.
In maart en april 1752 was hij als commissaris in Bantam, om de destijds door Van Imhoff naar Ceylon verbannen kroonprins Pangeran Goesti weer op de troon te krijgen en een nieuw verdrag tussen de VOC en Bantam te sluiten. De opstand tegen de door Van Imhoff aangestelde en inmiddels overleden regentes Ratu Sharifa Fatima werd dat jaar ook beëindigd.

### Ceylon
Op 13 juni van hetzelfde jaar werd Loten benoemd tot gouverneur van Ceylon, waar Gerard Johan Vreelandt onverwacht was overleden. Op 22 augustus vertrok hij, met zijn vrouw, zijn pasgetrouwde dochter en schoonzoon, opperkoopman Dirk Willem van der Brugghen, en kwam op 30 september aan in Colombo. Hij nam het gouverneurschap over van Jacob de Jong jr., commandeur van Jaffna, die het zolang had waargenomen. Een voorbeeld van de kleine wereld van het hogere VOC personeel is dat de vader van Lotens vrouw Anna een neef was van ex-gouverneur Becker, en haar moeder een zus van de vrouw van ex-gouverneur Rumpf.
Het jaar daarop kwam het door de VOC gefaciliteerde Singalese gezantschap naar Ayutthaya terug met boeddhistische monniken die voor het eerst sinds lange tijd in het koninkrijk Kandy weer zes Singalezen officieel tot priester wijdden. Deze wijdden op hun beurt weer anderen, zodat er drie jaar later al meer dan 700 waren. Voor deze succesvolle herleving van het boeddhisme was het hof de VOC zeer dankbaar, en Loten werd overladen met geschenken. Het boeddhistisch reveil was voor de Compagnie echter niet zo gunstig. Het versterkte de band tussen het hof van Kandy en de Singalezen in het gebied van de Compagnie. Het hof was niet ingenomen met de weigering van de VOC het hof te laten deelnemen in de olifantenhandel met India. Lotens aanscherping van het verbod om kaneelbomen te kappen bij de brandlandbouw op woeste grond leidde tot onvrede bij de bevolking. De opdrachten van Batavia om meer kaneel te leveren wogen echter zwaarder.

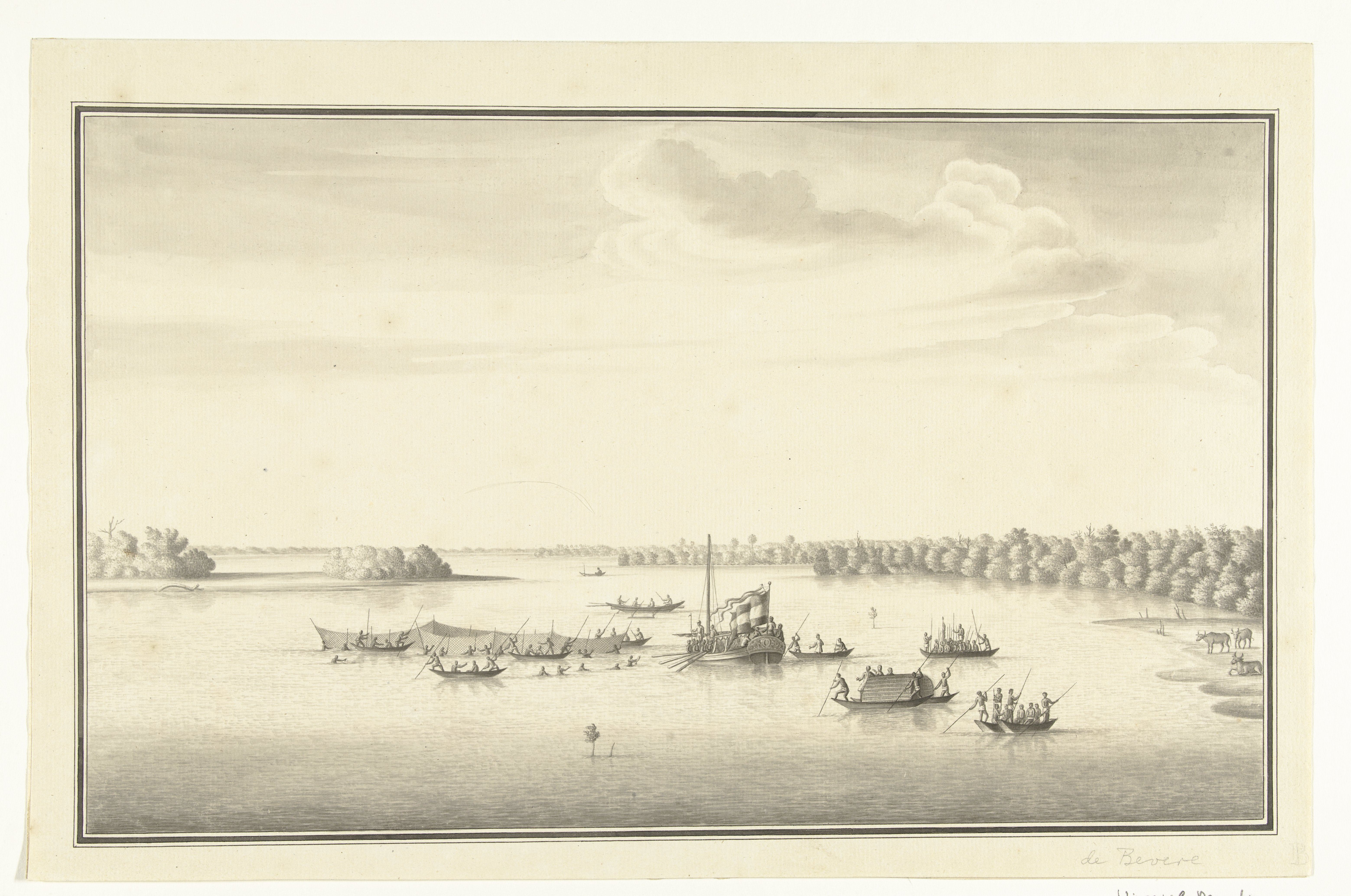
Loten en zijn gezelschap varend op de lagune van Negombo in 1754.

Het beviel Loten in Ceylon minder goed dan in Makassar. Hij kon niet goed opschieten met zijn schoonzoon en had langslepende conflicten met de eigenmachtig optredende hoofdadministrateur Noël Lebeck, en met de administrateur van Jaffna, Anthony Mooijaert, over de opbrengsten van de parelvisserij in Aripo in 1753. In augustus 1755 stierf zijn vrouw Anna Henrietta, die altijd al ziekelijk was geweest. Haar grafsteen is nog te zien in de Wolvendaalsche Kerk in Colombo, samen met die van een zoontje van Lotens dochter Anna Deliana. Zij ging in mei 1756 met haar man en kinderen terug naar Batavia om vandaar terug te keren naar Nederland, maar een maand later stierf ook zij, 19 jaar oud.
Het vertrek van zijn dochter was voor Loten aanleiding geweest om ook te vragen om repatrieëring. Hij kreeg daarvoor toestemming van de Raad van Indië, die Jan Schreuder, de ex-directeur van Suratte, benoemde tot zijn opvolger. Deze arriveerde in september in Colombo. Loten schreef een memorie van overdracht en vertrok op 17 maart 1757 naar Batavia, waar hij in april nog als gewoon lid zitting nam in de Raad.
Loten was een loyaal en bekwaam ambtenaar. Voor de inheemse bevolking toonde hij belangstelling en respect. Er zijn geen aanwijzingen dat hij zich in Azië door knevelarij heeft verrijkt. Wel kwam hij door zijn strikte plichtopvatting regelmatig in conflict met zijn collega’s.

### Londen

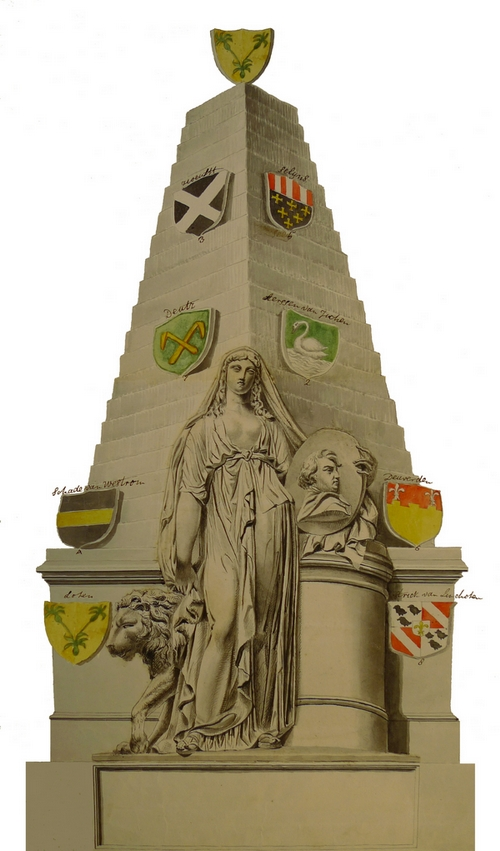
Aquarel van onbekende kunstenaar van het grafmonument voor J.G. Loten in de Westminster Abbey.

In 1758 keerde Loten als admiraal van de retourvloot terug in de Republiek der Zeven Verenigde Nederlanden. Van der Brugghen en Lotens twee kleinkinderen zeilden op dezelfde vloot op een ander schip. Aan de Kaap de Goede Hoop trad hij, zoals gebruikelijk voor bevelhebbers van retourvloten, op als commissaris. Op 15 juni 1758 kwam hij aan op de rede van Texel. Hij bezat bij aankomst een vermogen van circa 700.000 gulden. Zijn Oost-Indische fortuin was voor een belangrijk deel afkomstig uit een erfenis van Nathanael Steinmetz, voormalig gouverneur van Ambon. Het kapitaal verschafte Loten financiële onafhankelijkheid gedurende de rest van zijn leven. De Utrechtse elite zag hem niet als een gelijke en zijn natuurfilosofische belangstelling werd afgekeurd. Binnen een jaar na zijn terugkeer in de Republiek reisde Loten daarom naar Londen. Hij voelde zich daar meer op zijn gemak bij de heren van het Brits Museum en de Royal Society. In Engeland werd hij gewaardeerd voor zijn verdiensten. Loten woonde 22 jaar in Londen, een verblijf dat vijf maal werd onderbroken door langdurige bezoeken aan Utrecht.

### Utrecht
Maar in Engeland was Loten als buitenlander uiteindelijk ook een buitenstaander. Pas in september 1781, bijna een jaar na het uitbreken van de Vierde Engels-Nederlandse Oorlog, keerde hij terug naar Utrecht en woonde daar aan de Cour de Loo (Drift 27). Loten was getuige van de Patriotse opstand. Zijn broer Arnout was een orangistische regent en vijf keer burgemeester van Utrecht.
Op 25 februari 1789 overleed Loten. Hij werd bijgezet in de familiekelder op het koor van de Utrechtse Jacobikerk. Patriotse activisten van de Bataafse Republiek verwijderden in 1795 zijn grafbord; de grafkelder is na restauratie uit de kerk verdwenen. In de Londense Westminster Abbey echter, werd in 1795 een indrukwekkend monument voor Loten geplaatst. Als eerbetoon aan hem noemde Carl Linnaeus een soort honingzuiger naar hem, Certhia Lotenia (Lotens honingzuiger, de moderne wetenschappelijke naam is Cinnyris lotenius).

## Betekenis voor de wetenschap
Loten was thuis in de zoölogische, astronomische, genealogische en geneeskundige literatuur van zijn tijd. Overigens waren deze bezigheden een vorm van vermaak voor rijke mensen met veel vrije tijd. In Engeland kwam hij in contact met natuuronderzoekers verbonden aan het Brits Museum. Hij schonk aquarellen, opgezette vogels en bezoarstenen aan het Brits Museum. In 1760 werd hij gekozen tot Fellow van de Royal Society (FRS) en in 1761 tot Fellow van de Society of Antiquaries van Londen (FSA). Joseph Banks was in Londen Lotens buurman. Banks werd later voorzitter van de Royal Society en hij vergezelde als natuurwetenschapper kapitein James Cook op zijn wereldreis (1768-1771). Dankzij Banks is Lotens natuurhistorische collectie in Engelse 18e-eeuwse natuurboeken gekopieerd en beschreven. Bovendien onderhield hij een uitgebreide correspondentie met Thomas Pennant en leverde beschrijvingen van dieren en aquarellen voor diens publicaties zoals History of Quadrupeds en Indian Zoology.
Loten bracht een indrukwekkende collectie bijeen aan boeken over geschiedenis, genealogie, natuurlijke historie, geneeskunde, sterrenkunde en wiskunde en verder wetenschappelijke instrumenten.
- Bibliothèque nationale de France: cb16725736r (data)
- Biografisch Portaal: 22225762
- Digitale Bibliotheek voor de Nederlandse Letteren: lote002
- Stuttgart Database of Scientific Illustrators 1450–1950: 4027
- Gemeinsame Normdatei: 142336556
- International Standard Name Identifier: 0000 0001 1456 5430
- Library of Congress Control Number: n2011012172
- Nederlandse Thesaurus van Auteursnamen: 118007718
- RKD-Nederlands Instituut voor Kunstgeschiedenis: 414654
- Système universitaire de documentation: 14657348X
- Virtual International Authority File: 125093375
- WorldCat: E39PBJbxJftD8pCHgMjbV77CQq